# Euxoa decorata
Euxoa decorata är en fjärilsart som beskrevs av Neuburger 1904. Euxoa decorata ingår i släktet Euxoa och familjen nattflyn. Inga underarter finns listade i Catalogue of Life.

## Bildgalleri

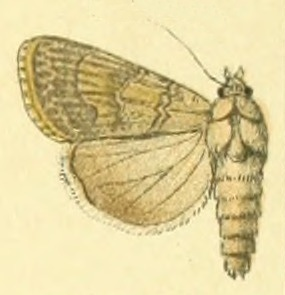
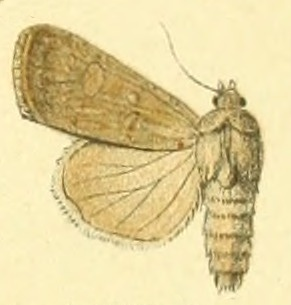